# Вкусовые зоны языка
Вкусовые зоны языка (также карта языка или карта вкуса) — распространённое заблуждение о распределении вкусовых ощущений языком человека. 

Миф о карте языка:
1 − горькое, 2 − кислое, 3 − солёное, 4 − сладкое.

Первые исследования о вкусовых ощущениях языка провёл в 1875 году немецкий учёный Гофман.
В 1901 году немецкий учёный Давид Хениг (нем. David Pauli Hänig) в своём труде «Zur Psychophysik des Geschmackssinnes» пришёл к заключению, что, хотя разные части языка могут незначительно различаться по скорости реакции на тот или иной вкус, интенсивность вкуса определяется ими равноценно. Этот же факт, что любая зона языка может зафиксировать любой вкус, был подтверждён позже другими исследователями. Одно из них выполнила в 1974 году исследователь Питтсбургского университета Вирджиния Коллингс (англ. Virginia Collings) и еще раз  подтвердила, что все вкусы ощущаются на всех частях языка.
Версия, лежащая в основе представления, что разные части языка реагируют на вкус по-разному, родилась из некорректного перевода труда Хенига на английский язык психологом Гарвардского университета Эдвином Борингом.